# Tweede Oorlog om de Carnatic
De Tweede Oorlog om de Carnatic was een gewapend conflict in het zuiden van India tussen 1749 en 1754. De strijd ging om de opvolging van zowel de nizam van Haiderabad als de nawab van Arcot. Op de achtergrond werden de rivaliserende pretendenten gesteund door de Fransen en Britten, die beiden uit waren op de stichting van een koloniaal imperium in India. Hoewel er tijdens het conflict officieel vrede bestond tussen Engeland en Frankrijk zagen de bevelhebbers in de koloniën de opvolgingsstrijd als kans om de eigen invloed uit te breiden en die van de ander terug te dringen.

## Voorgeschiedenis
Het wegvallen van de macht van de Mogols na de dood van keizer Aurangzeb in 1707 was gedurende de 18e eeuw een bron van politieke instabiliteit in India. Er ontstonden meerdere regionale opvolgerstaten, waarvan sommige de Mogols in naam als soeverein bleven erkennen, hoewel ze de facto onafhankelijk waren. De belangrijkste van deze opvolgerstaten waren het rijk van de Maratha's in het westen en Haiderabad in het oosten van de Dekan. Haiderabad, een voormalige provincie in het Mogolrijk, werd geregeerd door de machtige voormalige vizier Asaf Jah, de nizam ul-mulk. De nawab van Arcot, die over de door Tamils bewoonde Carnatic regeerde, was in theorie ondergeschikt aan de nizam maar kon niet altijd op diens steun rekenen bij invallen van de Maratha's.

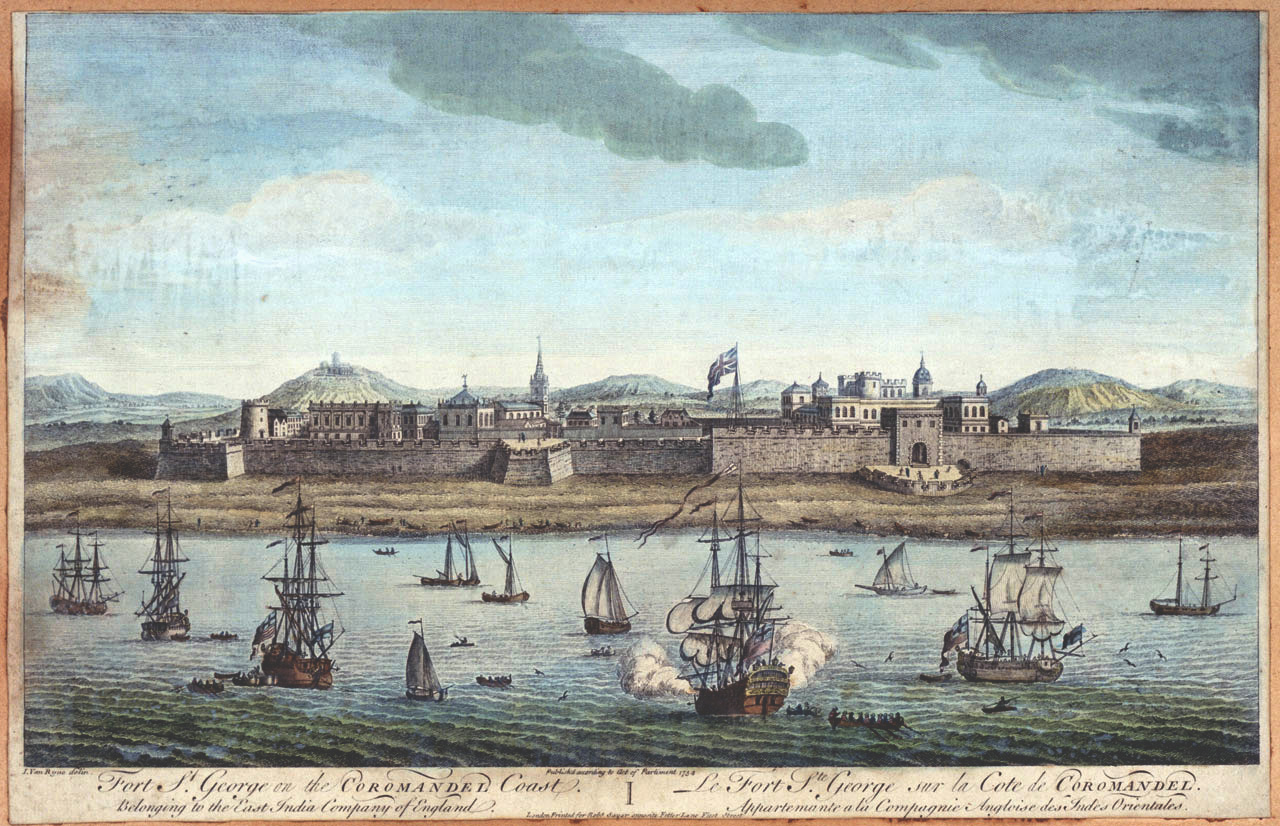
Gezicht over de Britse vestiging Fort St. George bij Madras. Ets door Jan van Ryne, 1754.

De Fransen en Britten hadden in de loop van de 17e eeuw hun handelsactiviteiten in India uitgebreid. Beide Europese machten hadden de handel in hun kolonies uitbesteed aan handelscompagnieën, die er eigen legertjes huurlingen op nahielden ter verdediging van handelaren en factorijen. De Britse East India Company had twee kolonies langs de Coromandelkust: Cuddalore en Madras, elk verdedigd met een fort. Verder naar het zuiden lag Pondicherry, een kolonie van de Franse Compagnie des Indes. De Fransen hadden aan de westelijke Malabarkust bovendien nog een kolonie in Mahé. De nawabs van Arcot profiteerden van de Europese aanwezigheid door belasting te heffen op de handel. De Europeanen bleken bovendien goede huursoldaten te leveren, die met hun opleiding in moderne krijgskunst en tactieken een belangrijke aanvulling van de strijdkrachten van de inheemse vorsten bleken.
De Europese handelaren waren doordrongen van het mercantilisme, en de koloniale bestuurders streefden naar een monopolie. Om andere Europese machten uit de markt te dwingen werden militaire middelen niet geschuwd. Als gevolg zag de 18e eeuw een toenemende bewapening van de Europese handelsposten. Toen in 1740 in Europa de oorlog tussen Engeland en Frankrijk uitbrak, leidde dit ook in India tot vijandigheden, die bekendstaan als de Eerste Oorlog om de Carnatic. De Fransen veroverden in 1746 Madras, maar de Franse gouverneur Joseph François Dupleix weigerde de stad zoals eerder afgesproken over te dragen aan zijn bondgenoot Anwaruddin Khan, de nawab van Arcot. Anwaruddin Khan liep daarop over naar de Britten. Bij de Vrede van Aken (1748) werd de ambitieuze Dupleix gedwongen de stad weer over te dragen aan de Britten. Zodoende leidde de oorlog niet tot noemenswaardige verandering in de situatie in India. De bestuurders van de Europese koloniën zetten de strijd echter voort door middel van hun inheemse bondgenoten.

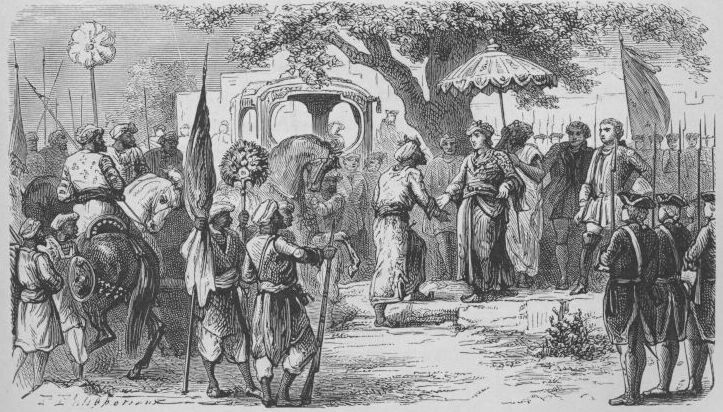
Dupleix ontmoet Muzaffar Jang.

In 1748 stierf de nizam van Haiderabad. De nizam had zijn kleinzoon Muzaffar Jang tot opvolger benoemd, maar een zoon, Nasir Jang, maakte eveneens aanspraak op de troon. Nasir Jang liet zich installeren als nizam van Haiderabad, in afwezigheid van Muzaffar Jang, die op dat moment in Adoni geplaatst was als gouverneur.
Ondertussen was het Dupleix via onderhandelingen gelukt de Maratha's te bewegen Chanda Sahib vrij te laten. Dit was een schoonzoon van Anwarudin Khan, die aanspraak maakte op de troon van Arcot. Chanda Sahib en Muzaffar Jang sloten nu een bondgenootschap om elkaar te helpen in de twee gelijktijdige opvolgingsconflicten. Dupleix steunde de bondgenoten door Franse troepen en artillerie ter beschikking te stellen.

## Verloop
De Franse troepen stonden onder leiding van de ervaren bevelhebber de markies van Bussy-Castelnau. Ze maakten het verschil in de slag bij Ambur (3 augustus 1749), waarin het leger van Arcot werd verslagen door de gecombineerde troepen van Chanda Sahib en Muzaffar Jang. De nawab van Arcot, Anwaruddin Khan, sneuvelde tijdens de slag. Muzaffar Jang installeerde Chanda Sahib als nieuwe nawab van Arcot en de Fransen werden beloond met uitgestrekte bezittingen rondom Pondicherry en de havenstad Masulipatam in Orissa.

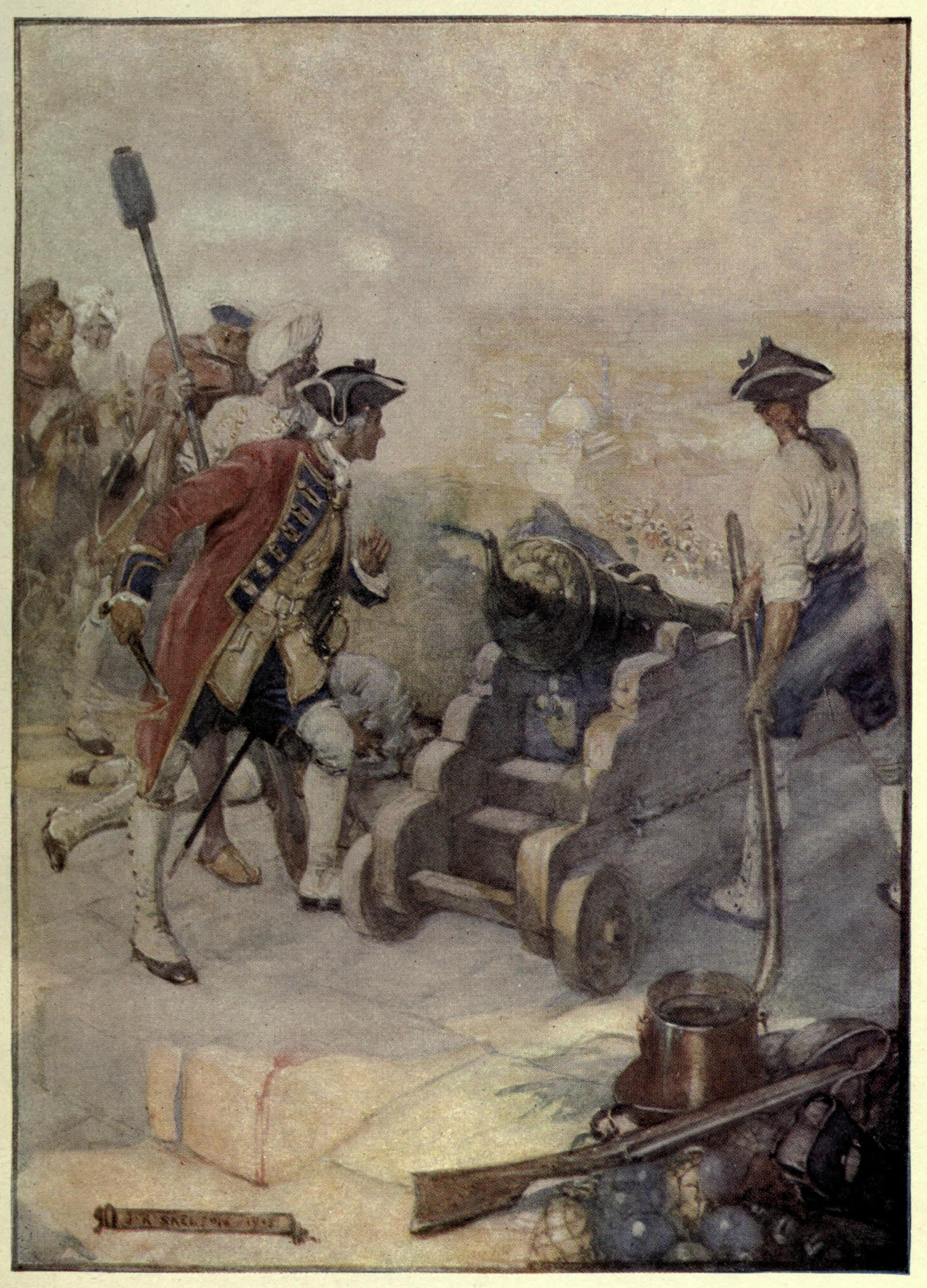
Robert Clive voert de verdediging aan tijdens het beleg van Arcot in 1751. Prent uit een Brits schoolboek, 1912.

De Britten zagen de toename van de Franse macht met zorg aan. Ze zegden steun toe aan een buitenechtelijke zoon van Anwaruddin Khan, Muhammed Ali Khan Wallajah, die zich in Trichinopoly (tegenwoordig Tiruchirappalli) had verschanst en door Chanda Sahib werd belegerd. Ook kwam er steun van Nasir Jang, die vanuit Haiderabad een leger naar de Carnatic stuurde. De Britse bevelhebber Stringer Lawrence sloot zich bij Nasir Jang aan. Dit gezamenlijke leger versloeg Muzaffar Jang, die gevangengenomen werd, en dreef Chanda Sahib en de Fransen terug naar Pondicherry. Op 16 december 1750 werd Nasir Jang echter vermoord door een hoveling. Muzaffar Jang werd nu algemeen erkend als de nieuwe vorst van Haiderabad, en hij benoemde Dupleix tot subahdar (gouverneur) van de Carnatic. Onder escorte van het Franse regiment van Bussy-Castelnau hield hij een triomfantelijke intocht in Pondicherry. Muzaffar Jang trok in januari 1751 naar Haiderabad om zich als nizam te installeren, maar liep onderweg in een hinderlaag van opstandige hovelingen en sneuvelde. Bussy-Castelnau installeerde daarop de marionet Salabat Jang op de troon, een andere zoon van de nizam ul-mulk. Salabat Jang droeg grote gebieden langs de kust van Orissa over aan Bussy-Castelnau, die bekendstonden als de noordelijke Circars. De Franse overwinning leek compleet, maar in de Carnatic bleven Wallajah en de Britten verzet bieden.
In september 1751 nam een jonge Britse kapitein, Robert Clive, met een klein legertje van 500 man per verrassing Arcot in. Het doel was Chanda Sahib te dwingen troepen bij Trichinopoly weg te trekken, hetgeen slaagde. Clive wist Arcot gedurende enkele maanden succesvol te verdedigen tegen een overmacht van 25.000 man onder Chanda Sahibs zoon Raza Sahib. Toen Britse versterkingen arriveerden keerde het tij. Chanda Sahib werd door Lawrence en Clive teruggedreven, om te worden vermoord bij een muiterij van zijn eigen troepen. De Britten konden daarna Wallajah op de troon in Arcot installeren.

## Afloop
De strijd tussen de handelscompagnieën in India kon niet op de goedkeuring van de Britse en Franse bestuurders in Europa rekenen. Bij onderhandelingen beschuldigden de Britten Dupleix van agressie en eisten ze dat hij uit zijn ambt werd gezet. Tijdens de oorlog van 1740-1748 was de handel met India compleet gestopt, en met de aanhoudende conflicten was deze niet opnieuw op gang gekomen. De Franse bestuurders vonden dat het uitblijven van winsten niet opwoog tegen de veroveringen van Dupleix en Bussy-Castelnau en willigden de Britse eis in. Dupleix werd in augustus 1754 als gouverneur vervangen door Charles Godeheu en keerde terug naar Frankrijk. Ook gaven de Fransen vrijwillig veel van het onder Dupleix veroverde gebied op. Dupleix, die zijn persoonlijke fortuin in het bestuur van India had gestoken, leefde terug in Frankrijk als een geruïneerd man. Hij stierf in 1763 in grote armoede. Bussy-Castelnau bleef wel met zijn regiment in Haiderabad gelegerd.
Op de korte termijn wierp de strategie van verzoening voor de bestuurders van de Franse Compagnie des Indes vruchten af. In 1754 kon men bovendien niet voorzien dat twee jaar later in Europa opnieuw oorlog uit zou breken tussen Engeland en Frankrijk. In India zou dit leiden tot de Derde Oorlog om de Carnatic. Dit maal waren de Britten echter veel beter voorbereid. Niet alleen in de Carnatic, maar ook in Bengalen verdreven ze de Fransen, daarbij opnieuw aangevoerd door Robert Clive. Clive's overwinning bij Plassey (1757) gold als het begin van de Britse verovering van India. Achteraf gezien was het einde van de Franse koloniale ambities in India een direct gevolg van de verzoening van 1754.